# Catharina Blaauwendraad
Catharina Blaauwendraad (Breda, 1 december 1965) is een Nederlandse dichteres en vertaler.
Na op diverse plaatsen in Nederland te hebben gewoond, Blaauwendraads vader was dominee, vestigde zij zich 1984 in Amsterdam. Later woonde zij in Sankt Sebastian, Oostenrijk.
In 1989 debuteerde zij in het literaire blad De Tweede Ronde, waaraan zij in de loop van de daaropvolgende jaren veel bijdragen zou leveren. Ook trad ze een aantal malen op als gastredacteur voor dit blad. 
Tot een eerste bundeling van haar gedichten kwam het in 2004, toen Niet ik beheers de taal verscheen in poëziereeks De Windroos. Blaauwendraad vertaalde veel poëzie, waaronder Honderd liefdessonnetten van Pablo Neruda.